# Club Sol de América (Asunción)
El Club Sol de América es una asociación deportiva de Paraguay cuya sede social se encuentra en el barrio obrero de Asunción y su campo de fútbol se sitúa en la ciudad vecina de Villa Elisa. Fue fundada el 22 de marzo de 1909 en la ciudad capital del país. En fútbol milita desde el 2025 en la Segunda División, luego de descender de la Primera División, categoría en la cual es uno de los animadores históricos más tradicionales. A este nivel retornó por última vez en 2024 tras ganar el campeonato de la Segunda División en 2023. Cuenta con 2 títulos de campeón nacional y ha participado una docena de ocasiones en competiciones Conmebol.

## Historia
Sol de América, a quien también le llaman el Danzarín, en sus inicios (un año después de su fundación ya participaba en el torneo de la Liga), cuando Libertad ganaba su primer título, llegando segundo el Atlántida. Ascendió en el año 1910 a Primera División, por haber obtenido el segundo puesto de la nueva categoría (Segunda División), detrás del Nacional B.
En 1912 y 1913, ya sumaba dos vicecampeonatos detrás de Olimpia y Cerro Porteño, que aparecía ese año y ganaba su primer título, y del que por muchos años sería vecino, junto a Atlántida y el club Nacional.
Recién 13 años después lograría arañar otro título (1926), junto a River Plate (campeón Nacional). En 1935 entraba de nuevo segundo detrás del Ciclón y acabada la Guerra del Chaco con Bolivia en 1935 (reinicio del campeonato que fue suspendido por tres años, desde 1932) como si pareciera una réplica, en 1940 vicecampeón detrás de Cerro Porteño que lograba su bicampeonato.
Año 1946, otro vicecampeonato, detrás de Nacional que llegaba primero y así continuaría por muchos años más sin poder acceder a un título, por lo cual se le llamaba: "Campeón sin Corona" (En 1952, campeón Presidente Hayes, por única vez en su historial futbolero, mientras Sol y Libertad compartían el subcampeonato). 
En el año 1964 luego de una mala campaña acabó último y descendió a Segunda División, en la que sólo jugaría un año, consagrándose campeón del 1965 y ascendiendo. Lo mismo sucedió con su segundo descenso en el año 1977.
Tan esquivo estaba el campeonato y de nuevo en los años 1957, 78, 80 y 81 se le escapaba el título, rompiendo el maleficio en 1986, dejando atrás a Olimpia y repetirlo de nuevo en el año 1991; sumando en esos años los dos únicos títulos para su rica historia, porque Sol de América, que nació y creció en Barrio Obrero (donde tuvo su primer campo de juego) con el tiempo pasó a ser y es hoy de Villa Elisa, dejando en la Avenida Quinta su sede social, un Colegio y un estadio cerrado que es orgullo del club, donde en muchas noches basquetboleras logró ganar muchos títulos y ser de los grandes en esa rama.
Los Giagni fueron dirigentes destacados del club, sobre todo en sus mejores momentos. Jugadores de la talla de un Alderete, Fabián Muñoz, Reynoso, Luis Gini, Darío Segovia (Capitán en la década del 50), Eladio Fleitas, Kike Penayo, Delgadillo, Ricardo González, Mariano Pesoa, Milciades Franco, Benito Sandoval, Néstor Fernández (un cañonero grande), José´i Alfonso (malabarista y certero goleador); entre otras figuras excelentes, que deleitaron a los danzarines azules de barrio Obrero y Villa Elisa en los últimos tiempos.
Los primeros campeones históricos son: Colarte (buen golero; después apareció otro par de excelentes, Gustavo Bobadilla y Jorge Battaglia; Justo Villar, más reciente), Elías Leguizamón, Vicente Fariña, Juan José Aranda (capitán danzarín campeón), Marcelino Blanco, Teresio Centurión, Pedro Sandoval, Luis Villalba, Cristóbal Cubilla, Ignacio Fernández, Félix Tanque Torres, Achucarro, Jorge Bernardo Cartaman,(un zurdo inigualable) Roberto Sánchez, Félix Antonio Romero (gran goleador),  Javier Estigarribia (el hombre del pase gol), Alejandro Cano (veloz delantero), los dos últimos apodados los "compadres", entre otros. El gran presidente, don Óscar Luis Giagni, fue el gestor principal de la grandeza de su querido Sol de América, y gran colaborador para las grandes obras que existen sobre Quinta Avenida.

### Actualidad (2006-presente)
En el 2006, fue campeón de la Segunda División de Paraguay, ascendiendo a la Primera División de Paraguay. En su ascenso, terminó en el 6.° lugar en el torneo apertura, pero terminó en el 4.° lugar en el torneo clausura. En el 2009, acabó en el 9.° lugar dos veces, en el torneo apertura y clausura. Esta clase de resultados se repitieron por 2010 al 2012, año que logró salir del fondo de la tabla, ubicándose en el 4.° puesto. Desde su regreso a la "División de Honor", su mejor puesto fue el tercer lugar, que lo consiguió en los años 2016, 2020 y 2021. 
En el año 2021, logró clasificar a la final de la Copa Paraguay 2021 por primera vez. Se enfrentó ante el Club Olimpia, quien el la liga venía de estar posicionado entre los últimos puestos. Lamentablemente, el "franjeado", fue el ganador en la tanda de penales, pero dejando al "danzarín", un hecho histórico en su historia.
En el año 2022, lamentablemente, Sol de América, descendió nuevamente a la "División Intermedia", luego de 16 años. 
Pero el domingo 17 de septiembre del 2023, Sol de América volvió a la Primera División de Paraguay. Sin embargo, el club descendería nuevamente la temporada siguiente.  El famoso Kichi Poka es conocido por su descontento con el club, sobretodo contra uno de sus más conocidos fans, Javier Batista, alias Batata.

## Presidentes

### Comisión directiva 2024
| Cargo                  | Nombre               |
| ---------------------- | -------------------- |
| Presidente             | Sr. Raúl González    |
| Vicepresidente Primero | Jorge Vera           |
| Vicepresidente Segundo | José Colman          |
| Secretario             | Carlos Cáceres       |
| Secretario Adjunto     | Laura Minardi        |
| Tesorero               | Manuel Gamarra       |
| Vocales                | Carlos Giagni        |
| Vocales                | Manuel Minardi       |
| Vocales                | Martin Font          |
| Vocales                | Julio Hermida        |
| Vocales                | Christian Cuandú     |
| Gerente                | Susana Salinas Bykov |

## Participaciones internacionales
En la Copa Libertadores ha tenido seis apariciones. Llegó a los cuartos de final en 1989, tras eliminar al Deportivo Táchira en penales por 3-2; luego de empatar la serie a 3. Fue eliminado por el futuro vicecampeón del torneo, el Club Olimpia. 
En la Edición del 2016 de la Copa Sudamericana, Los Danzarines llegaron hasta los octavos de final, primero jugaron contra Jorge Wilstermann; con un 1-1 en los partidos de ida en Paraguay y vuelta en Bolivia y así definir su pasaje a través de los penales 5-4. Luego, en segunda ronda enfrenta al Sport Huancayo con unos marcadores de 1-0 como local y 1-1 como visitante. Finalmente, se cruzaron contra el que fue campeón de la Copa Libertadores y subcampeón de la Copa Sudamericana 2016 Atlético Nacional, con quién en el Estadio Luis Alfonso Giagni empataron 1-1 para luego caer bajo el marcador de 0-2 en Medellín.
Por 2do año consecutivo Los Dragones Azules participaron en la Edición 2017 de la Copa Sudamericana, el cual cambió su formato para dar origen a la primera edición de la Copa Conmebol Sudamericana. Con el fixture de marzo a noviembre, el unicolor debutó en Venezuela contra el Estudiantes de Caracas por los 32avos, dicho encuentro acabó a favor del Danzarín, 3-2 en la vuelta que se disputó en Villa Elisa el juego acabó con un contundente 7-1 para el local, para un global de 10-3, dicho resultado lo llevó a pasar de fase. En los 16avos enfrentó al Ponte Preta, la ida fue en Brasil dicho encuentro acabó con el marcador 1-0 a favor de los locales, la vuelta en Villa Elisa tuvo como resultado la derrota del equipo azul por 1-3. Así acabó eliminado de la edición 2017.
Nuevamente y por tercera vez consecutiva volvió a ser partícipe de la Copa Conmebol Sudamericana 2018, en esta edición el Danzarín enfrentó al Deportivo Independiente Medellín por los 32avos, en la ida en Paraguay el partido terminó a favor del equipo Solense, por un resultado de 2-0, en Medellín en una noche en la cual cayó mucha lluvia el equipo azul cayó por el marcador de 3-1, en el global 3-3 pero por el gol que el Unicolor convirtió de visitante pasó de fase. El 18 de julio en el Estadio Defensores del Chaco, el equipo Danzarín actuó de local frente al Club Nacional de Football, el encuentro acabó con un 0-0, en la vuelta, el 2 de agosto, el Danza viajó a Montevideo, dicho encuentro fue muy parejo y luchado hasta el final, Sol cayó 1-0 en la capital uruguaya, con esto acabó su participación en esta edición de la Sudamericana.
Cuarta participación consecutiva del Unicolor en Copa Conmebol Sudamericana. En la edición 2019 debutó ante el Mineros de Venezuela el 4 de abril en el estadio CTE Cachamay, dicho encuentro acabó con un marcador adverso (0-1). La revancha tuvo lugar en la ciudad de Villa Elisa, el 1 de mayo, en este encuentro el Danza quitó un resultado positivo (1-0), dicho encuentro acabó con un global de 1-1, fueron a las tandas de penales donde culminó victorioso el equipo local y avanzó a los dieciséisavos de final. En esta fase enfrentó al Botafogo de Futebol e Regatas de Brasil, el partido de ida se llevó a cabo en el Estadio Luis Alfonso Giagni, el 22 de mayo donde los locales cayeron por el marcador de 0-1 (en la primera mitad del juego Walter Clar estrelló un tiro penal por el travesaño), la revancha tuvo lugar 8 días después, donde Sol cayó por 4-0 en el Estadio Olímpico Nilton Santos.
Una vez más Sol de América se clasificó para la edición 2020 de la Copa Conmebol Sudamericana logrando así su 5.ª participación consecutiva. Los Danzarines recibieron al experimentado club brasileño Goiás en su tradicional Estadio Luis Alfonso Giagni, el 11 de febrero, por el partido de ida. En ese encuentro el Unicolor consiguió la victoria por el marcador de 1-0. El partido de vuelta se llevó a cabo el 25 de febrero en el Estádio Olímpico Pedro Ludovico Teixeira, en un gran encuentro Los Dragones Azules lograron un memorable triunfo en tierras brasileñas (0-1), cerrando así la llave con un global de 2-0 y clasificando a 16avos de final. En esta instancia Sol de América se tuvo que enfrentar a otro experimentado competidor como lo es la Universidad Católica de Chile. El partido se llevó a cabo en la ciudad de Villa Elisa donde Sol no pudo pasar del empate terminando el partido así en un 0-0. En la vuelta, en condición de visitante el Danzarín disputó un encuentro reñido que terminó con una victoria del conjunto local por un estrecho resultado de 2-1, quedando así nuevamente eliminados.
| Torneo                           | Ediciones                           |
| -------------------------------- | ----------------------------------- |
| Copa Libertadores de América (6) | 1979, 1980, 1982, 1987, 1989, 1992. |
| Copa Sudamericana (6)            | 2016, 2017, 2018, 2019, 2020, 2022. |

## Estadio
Está situado en el barrio Sol de América de la ciudad de Villa Elisa, Gran Asunción, Departamento Central. Abrió sus puertas por primera vez el domingo 24 de marzo de 1985.
Su anterior sede y estadio se ubicaba en el Barrio Obrero de Asunción, iniciado en 1965, quedando hasta hoy día en tal zona el Colegio y su Polideportivo.
Hinchada
Posee un grupo de hinchas que van a la cancha siendo vitalicio o hincha común. Son partícipes los jóvenes de los distintos barrios de la ciudad de Villa Elisa, para apoyar al club. En actualidad el grupo fue refundado como LA BARRA DE SOL.

## Entrenadores

### Cronología (Incompleta)
- Ferenc Puskás (1985-1986)
- Carlos Jara Saguier (1991-1992)
- Carlos Jara Saguier (2007)
- Carlos Jara Saguier (2008-2009)
- Dalcio Giovagnoli (2010)
- Daniel Raschle (2011)
- Mauricio Larriera (2013)
- Gualberto Jara (2013)
- Ricardo Dabrowski (2011-2014)
- Daniel Garnero (2015-2016)
- Fernando Ortiz (2017)
- Fernando Ortiz (2018)
- Pablo Daniel Escobar (2019-2020)
- Luis Islas (2020)
- Celso Ayala (2020-2021)
- Juan Pablo Pumpido (2021-2022)
- Celso Ayala (2022)
- Pablo Guiñazú (2022)
- Gustavo Bobadilla (2022 - 2023)
- Cesar Castro (2023 - 2024)
- Roberto Ismael Torres (2024 - 2025)
- Troadio Duarte (2025 - Actualidad)

## Jugadores históricos
Listado de jugadores destacados en la historia del club.
- Cristóbal Cubilla
- Glacinei Martins[6][7]
- Josías Paulo Cardoso Júnior (2009–2011)[8]
- David Mendieta
- Julio Achucarro
- José Alfonso
- Félix Antonino Almirón
- Adolfino Cañete
- Ricardo Martínez
- Teresio Centurión
- Eradio Abel Espinoza
- Crispín Maciel
- Jorgelino Romero
- Darío Segovia
- Miguel Samudio
- Luís Gini
- Eladio Fleitas
- Carlos Bonet
- Enzo Prono
- Javier Estigarribia
- Eligio Torres
- Justo Villar
- Diego Barreto
- Enrique Vera
- Jorge Bernardo Cartaman
- Félix Ricardo Torres
- Pablo Zeballos
- José Ortigoza
- Abedei Pele
- Alejandro Cano
- Luis Rodrigo García Deamici
- Dante López
- Cecilio Domínguez
- Bruno Valdez

## Datos del club
Actualizado a la temporada 2024
- Temporadas en 1ª: 104 (1911 a 1964, 1966 a 1976, 1978 a 2004 y 2007 a 2022, 2024)[9][10]
- Temporadas en 2ª: 7 (1910, 1965, 1977, 2005-2006, 2023, 2025)[11]
- Mejor puesto en 1ª: Campeón.
- Peor puesto en 1ª: 10°: (último en 1964).
- Campeonatos:  2 (1986, 1991)
- Subcampeonatos:  12
- Campeonatos en otros deportes: Baloncesto masculino (varios).
- Dirección: Avda. Enrique Von Poleski y Rca. de Colombia Villa Elisa (campo de fútbol), y Avda. Acuña de Figueroa esq. Antequera (Sede social en Asunción).

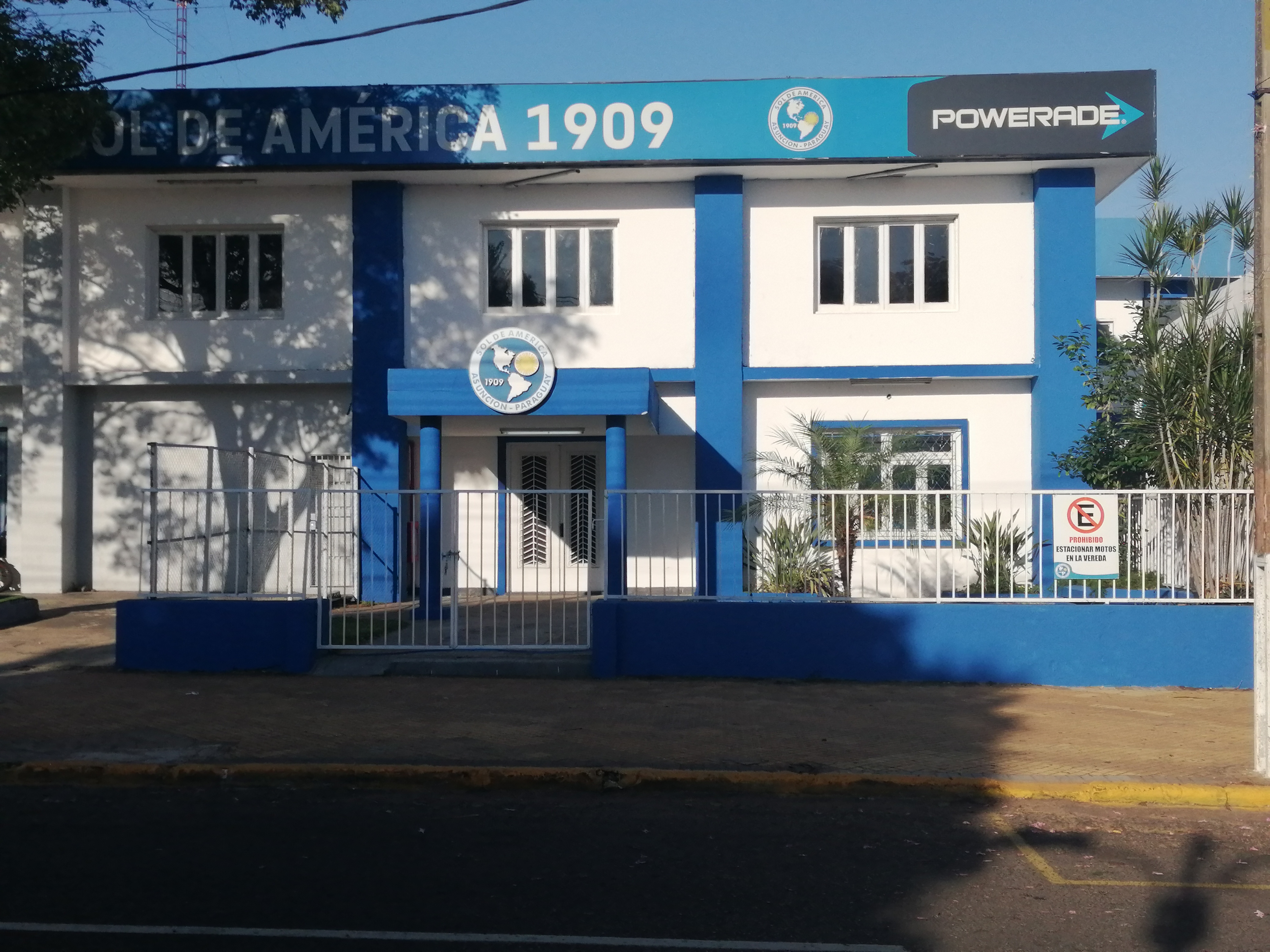
Vista exterior de la entrada de la sede del Club Sol del América en el 2020

- Teléfono: +595 21 370712
- Fax:     +595 21 940014
- E-mail:
- Personería jurídica: N.º

## Palmarés

### Torneos nacionales oficiales (3)
| Torneos nacionales oficiales        | Torneos nacionales oficiales | Torneos nacionales oficiales                                           |
| Competición                         | Títulos                      | Subcampeonatos                                                         |
| ----------------------------------- | ---------------------------- | ---------------------------------------------------------------------- |
| Primera División (2/12)             | 1986, 1991                   | 1912, 1913, 1926, 1935, 1940, 1946, 1952, 1957, 1978, 1979, 1981, 1988 |
| Copa Paraguay (0/1)                 |                              | 2021                                                                   |
| Copa de campeones de Paraguay (1/0) | 1997                         |                                                                        |
|                                     |                              |                                                                        |
| Segunda División (4/1)              | 1965, 1977, 2006, 2023       | 1910                                                                   |

## Otras secciones deportivas
La sección de baloncesto es la más exitosa del club, en la rama masculina, aunque también posee títulos femeninos.

### Atletismo

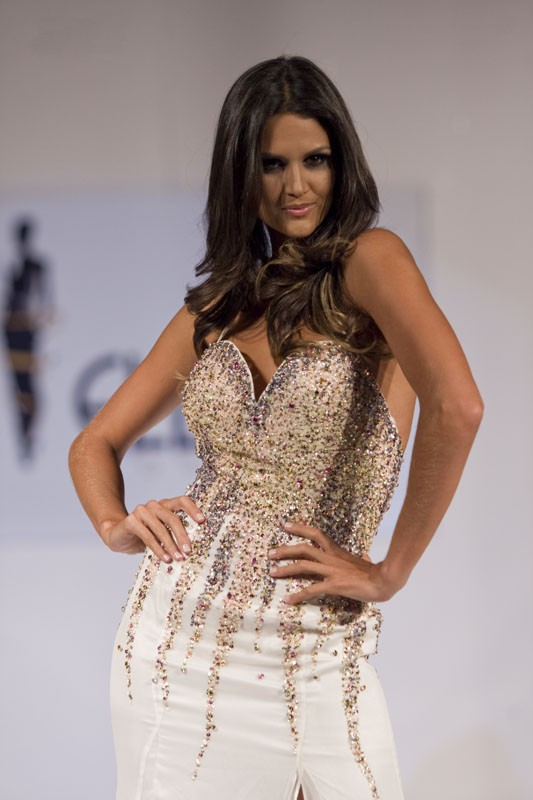
Leryn Franco es dirigente del departamento de Atletismo del Club Sol de América.

Sol de América tiene un departamento de atletismo afiliado a la Federación Paraguaya de Atletismo. Preperadores físicos del club son Édgar Torres y ex lanzadora de jabalina y participante en los Juegos Olímpicos de 2004, 2008 y 2012, Leryn Franco.

### Internacionales
| Atleta                    | País     | disciplina                                        | Honores | Referencia    |
| ------------------------- | -------- | ------------------------------------------------- | --- | ------------- |
| Emily Sheppard            | Canadá   | Salto de altura                                   | Mundial Juvenil de Atletismo de 2003                                                                             | [ 14 ] [ 15 ] |
| Edgar Fabián Jara Dohmann | Paraguay | Lanzamiento de jabalina, 100 m, Salto de longitud | Sudamericano Sub-23 de Atletismo de 2012, Sudamericano Sub-23 de Atletismo de 2014, Juegos Sudamericanos de 2014 | [ 16 ] [ 17 ] |
| Laura Melissa Paredes     | Paraguay | Lanzamiento de jabalina                           | Sudamericano Juvenil de 2012, Mundial Juvenil de 2013                                                            | [ 18 ]        |
| Santiago Sasiaín          | Paraguay | Lanzamiento de martillo                           | Récord nacional                                                                                                  | [ 19 ] [ 20 ] |

### Nacionales
| Noelia Azucena Cáceres Ortega      | Paraguay | Lanzamiento de martillo | Campeonatos nacionales | [ 21 ] |
| Roger Sosa                         | Paraguay | 200 m                   | Campeonatos nacionales | [ 22 ] |
| Cristian David Leguizamon Riquelme | Paraguay | 100 m                   | Campeonatos nacionales | [ 23 ] |

### Masculino
- Súper copa de campeones (3): 2007,[24] 2010, 2011.[25]
- Campeonatos nacionales (8): 1982, 1983, 1984, 1994 (torneo integrado), 1995, 1996, 1998, 1999.[26]
- Liga nacional de clubes (2): 2008, 2010.[27]
- Top Profesional (1): 2011.
- Torneo corto (1): Apertura 2007.

### Femenino
- Títulos absolutos (5): 2006, 2008, 2013, 2015, 2016.
- Torneos cortos (5): Clausura 2007, Apertura 2015, Clausura 2015, Apertura 2016, Clausura 2016.